# Walton Hills (Ohio)
Walton Hills es una villa ubicada en el condado de Cuyahoga en el estado estadounidense de Ohio. En el Censo de 2010 tenía una población de 2281 habitantes y una densidad poblacional de 129,48 personas por km².

## Geografía
Walton Hills se encuentra ubicada en las coordenadas 41°22′6″N 81°33′11″O / 41.36833, -81.55306. Según la Oficina del Censo de los Estados Unidos, Walton Hills tiene una superficie total de 17.62 km², de la cual 17.5 km² corresponden a tierra firme y (0.68%) 0.12 km² es agua.

## Demografía
Según el censo de 2010, había 2281 personas residiendo en Walton Hills. La densidad de población era de 129,48 hab./km². De los 2281 habitantes, Walton Hills estaba compuesto por el 90.66% blancos, el 8.11% eran afroamericanos, el 0.18% eran amerindios, el 0.31% eran asiáticos, el 0% eran isleños del Pacífico, el 0.04% eran de otras razas y el 0.7% pertenecían a dos o más razas. Del total de la población el 0.75% eran hispanos o latinos de cualquier raza.